# Roy Cruttenden
Arthur Roy Cruttenden (ur. 18 lutego 1925 w Brighton, zm. 3 czerwca 2019 tamże) – brytyjski lekkoatleta, specjalista skoku w dal, olimpijczyk z 1956.
Odpadł w kwalifikacjach skoku w dal na mistrzostwach Europy w 1954 w Bernie.
Zajął 9. miejsce w tej konkurencji na igrzyskach olimpijskich w 1956 w Melbourne oraz 5. miejsce na igrzyskach Imperium Brytyjskiego i Wspólnoty Brytyjskiej w 1958 w Cardiff.
Był mistrzem Wielkiej Brytanii (AAA) w skoku w dal w 1956 i 1957, wicemistrzem w tej konkurencji w latach 1950–1952, 1954, 1955 i 1958 oraz brązowym medalistą w 1953.
5 grudnia 1956 w Sydney ustanowił rekord Wielkiej Brytanii w skoku w dal rezultatem 7,59 m, który przetrwał do 1962, kiedy to o 2 centymetry poprawił go Lynn Davies.